# Ханекино-Хамаданская операция
Ханекино-Хамаданская операция июня — августа 1916 — наступательная операция частей 6-й турецкой армии против 1-го Кавказского кавалерийского корпуса русской армии в Западной Персии в ходе Персидской кампании Первой мировой войны.

## Положение на Персидском театре
В ходе Керинд-Касреширинской операции, предпринятой для отвлечения части турецких сил из Месопотамии и облегчения положения отряда Таунсенда, русские оттеснили войска Шевкет-бея к самой турецкой границе в районе Ханекина. Вскоре стало известно, что Таунсенд капитулировал, и дальнейшее проведение операции, проходившей в очень тяжелых условиях, потеряло смысл.
К тому же все персидские прогерманские формирования и жандармы или покинули германо-турок, или отступили в глубь османской территории, а их лидер Низам-ус-Султане бежал в Багдад.
Коммуникации корпуса растянулись на тысячу километров, за Ханекином уже начиналась пустыня, войска страдали от недостатка продовольствия, плохой воды и отсутствия фуража, температура воздуха превышала 50 °C, а почвы 70 °C. Много лошадей пало от теплового удара, а личный состав понес значительные потери от малярии и холеры. Число штыков в пехотных батальонах сократилось почти наполовину.
Списочный состав корпуса Баратова к началу Ханекинской операции составлял 8 батальонов, 2 дружины, 65 эскадронов и сотен, 36 орудий (9 104 штыка, 9 919 сабель, 504 офицера). Половина находилась на фронте Сенендедж — Алиабад-э-Демек — Хорремабад.
Из состава 6-й турецкой армии на Керманшахском направлении действовало 3 батальона, 4 эскадрона и 20 орудий, а после капитуляции Таунсенда турки смогли перебросить против русских значительные силы.
Операции русских на Мосульском и Багдадском направлениях оттянули до четырёх турецких пехотных дивизий, но англичане не воспользовались этим и отклонили предложение Баратова о совместном охвате сил противника, отчасти из-за трудности ведения войны летом в пустынном районе, а большей частью из-за нежелания пускать русских в богатый нефтью район.
Было решено отвести войска обратно к Керманшаху, а чтобы избежать преследования противника, нанести ему сильный удар.
В первой половине мая Энвер-паша и генерал Отто фон Лоссов прибыли в Багдад и поставили 6-й армии задачу, выставив заслон против англичан, наступать на фронте Мендели — Равандуз и прорваться в Персию. Халил-паша, сменивший 16 апреля умершего от тифа фон дер Гольц-пашу, начал переброску подкреплений к Ханекину, и перешел частью войск в наступление от Мосула на Сулеймание, чтобы обойти Баратова с севера.

## Ханекинская операция русских
21 мая (3 июня) русская конница вступила в Месопотамию в районе реки Диялы. Левая колонна — 2-я бригада генерал-майора И. Л. Исарлова скрытно обошла правый фланг корпуса Халил-паши, стоявший у Ханекина (в 170 км к северо-востоку от Багдада). На главном направлении 4-й пограничный полк М. С. Юденича при поддержке артиллерии сковывал силы противника. Зайдя в тыл туркам, конница перерезала железную дорогу на Багдад, прервала телеграфное сообщение и три раза успешно атаковала турецкую пехоту, уничтожив два батальона.
Халил-паша отступил за Диялу, но русские не смогли нанести ему больших потерь из-за слабого использования артиллерии. 22 мая (4 июня) русские отошли к Касре-Ширину.

## Турецкое наступление
К 23 мая (5 июня) из района Кут-эль-Амары к Ханекину подошли части 2-й турецкой пехотной дивизии и до двух тысяч иррегулярной конницы. Против Баратова был сосредоточен весь 13-й корпус под командованием Али Исхан-паши, в составе 2-й и 6-й дивизий, бригады конницы и курдского ополчения, всего 21 тыс. чел.
26 мая (8 июня) турки перешли в наступление от Ханекина и Мендели, а подошедшая к Сулеймание смешанная дивизия из двух полков пехоты, конной бригады и двух батарей начала движение на Сенне с целью флангового охвата.
Русские отступили к Керинду и арьергардными частями три недели сдерживали наступление противника. 15 (28) июня турки весь день вели безуспешные атаки на позиции корпуса, но, благодаря глубокому обходу правого фланга русских, сбив 1-й Запорожский полк, занимавший позицию у Гехваре, заставили противника отступить.
16 (29) июня части Баратова заняли позицию у Керманшаха. 19 июня (2 июля) турки атаковали, и под угрозой охвата с фланга русские в ночь на 20-е (3-е) начали отход без боя. Конница заняла позицию в районе Бисотуна, в одном переходе к востоку от Керманшаха, недалеко от знаменитой надписи, а пехота на Асадабадском перевале, в двух переходах к западу от Хамадана, где разместился штаб корпуса.
Около месяца войска оставались в этом положении; тогда же корпус был переименован в 1-й Кавказский кавалерийский.

## Хамаданская операция турок
Оказавшись в тяжелом положении, Баратов просил англичан предпринять наступление в Месопотамии, чтобы оттянуть часть турецких сил с персидского фронта, но британцы отказались, сославшись на неблагоприятные для ведения боевых действий климатические условия и трудность снабжения по Тигру. Тогда командующий Кавказской армией генерал Н. Н. Юденич сообщил английскому командованию, что корпус Баратова больше месяца держался в районе Ханекина, претерпевая трудности «выше пределов возможности», исключительно ради помощи их войскам, и теперь из-за тяжелого климата переходит к обороне восточнее Керманшаха.
Али Исхан-паша по занятии Керманшаха и Сенендеджа приостановил наступление, опасаясь в случае дальнейшего продвижения на персидскую территорию столкнуться с большой массой русской конницы на своих сообщениях. Однако германское командование требовало продолжить наступление, и по приказу Энвер-паши турки 21 июля (3 августа) двинулись вперед.
Конная группа русских в составе Кавказской кавалерийской и 1-й Кавказской казачьей дивизий, отступала с упорными боями 23 июля (5 августа) у Бисотуна, 24 июля (6 августа) у Сахне, 25 июля (7 августа) у Бинесурского перевала, 26 июля (8 августа) за Кенгавером.
Главные силы корпуса пытались остановить продвижение турок на Асадабадском перевале, но, будучи обойденными с флангов, отошли за Хамадан.
28 июля (10 августа) войска 13-го корпуса вошли в Хамадан, выдвинув передовые части на 15 км к востоку, и заняв фланговыми отрядами Биджар и Довлетабад.

## Итоги
Князь Баратов доложил командованию, что в его частях вследствие потерь от болезней осталось около 7 тыс. бойцов против 25 тыс. у противника, после чего отошел к Казвину, и занял основными силами в составе 8 батальонов пехоты, 21 сотни и 22 орудий оборонительную позицию на хребте Султан-Булаг в 30 км к югу от Казвина. Таким образом, на западе Ирана русские были отброшены на исходные позиции, но восточнее сохранили контроль над районом Тегерана — Кума — Исфахана.
22 сотни обеспечивали направление Сенендедж — Биджар, 4 сотни занимали Исфахан, шесть сотен — Тегеран и дорогу Казвин — Энзели. В этом положении русские оставались до конца 1916 года, пополняя и приводя в порядок свои части.